# Albrecht Betz
Albrecht Betz (* 1943 in Korbach) ist ein deutscher Germanist.

## Leben
Nach der Promotion 1970 an der TU Berlin und  der  Habilitation 1985 an der RWTH Aachen lehrte Betz als Professor Literaturgeschichte am Institut für Germanistische und Allgemeine Literaturwissenschaft der RWTH Aachen sowie an der Universität Paris III und der Universität Paris VII. Nach seiner Emeritierung in Aachen übernahm er noch Gastprofessuren in Montreal und Leuven. 
Die Forschungsgebiete von Albrecht Betz sind vergleichende Literaturwissenschaft, im Besonderen die deutsche und französische Literatur des 19. und 20. Jahrhunderts. Darüber hinaus beschäftigt er sich mit Ästhetik der Moderne, Exilliteratur und den deutsch-französischen Kulturbeziehungen.
Die Übersetzung seiner Publikation Exil und Engagement. Deutsche Schriftsteller im Frankreich der dreißiger Jahre durch Pierre Rusch wurde 1991 in Paris mit dem Prix de l'Assemblée Nationale ausgezeichnet.

## Schriften (Auswahl)
- Ästhetik und Politik. Heinrich Heines Prosa (= Literatur als Kunst). Hanser, München 1971, ISBN 3-446-11403-3 (zugleich Dissertation, TU Berlin 1970).
  - Ästhetik und Politik. Heinrich Heines Prosa. 2. erweiterte Auflage, Rimbaud, Aachen 1999, ISBN 3-89086-833-9 (zugleich Dissertation, TU Berlin 1970).
- Hanns Eisler. Musik einer Zeit, die sich eben bildet. Edition Text und Kritik, München 1976, ISBN 3-921402-17-4.
  - Klausz Zsuzsa (Übersetzer): Hanns Eisler. Egy formálódó kor zenéje. Zeneműkiadó, Budapest 1978, ISBN 963-330-263-3.
  - Hans Hildenbrand (Übersetzer): Musique et politique .Hanns Eisler. La musique d'un monde en gestation (= Arguments critiques). Le Sycomore, Paris 1982, ISBN 2-86262-128-5.
  - Bill Hopkins (Übersetzer): Hanns Eisler, political musician. Cambridge University Press, Cambridge 1982, ISBN 0-521-24022-0.
  - Ángel Fernando Mayo Antoñanzas (Übersetzer): Hanns Eisler. Música de un tiempo que está haciéndose ahora mismo (= Colección Metropolis). Tecnos, Madrid 1994, ISBN 84-309-2450-7.
- Exil und Engagement. Deutsche Schriftsteller im Frankreich der dreißiger Jahre. Edition Text + Kritik, München 1986, ISBN 3-88377-106-6 (zugleich Habilitationsschrift, Aachen 1985).
  - Pierre Rusch (Übersetzer): Exil et engagement. Les intellectuels allemands et la France 1930 – 1940 (= Bibliothèque des idées). Gallimard, Paris 1991, ISBN 2-07-072118-3 (zugleich Habilitationsschrift, Aachen 1985).
- Der Charme des Ruhestörers. Heine-Studien. Rimbaud, Aachen 1997, ISBN 3-89086-820-7.
- Hanns Eisler: Musique et société. Essais. Ed. de la Maison des Sciences de l'Homme, Paris 1998, ISBN 2-7351-0777-9.
- als Herausgeber: Französisches Pathos. Selbstdarstellung und Selbstinszenierung. Königshausen und Neumann, Würzburg 2002, ISBN 3-8260-2209-2.
- als Herausgeber mit Stefan Martens: Les intellectuels et l'Occupation 1940 – 1944. Collaborer, partir, résister (= Collection Mémoires. Band 106). Ed. Autrement, Paris 2004, ISBN 2-7467-0540-0.
- als Herausgeber mit Richard Faber: Kultur, Literatur und Wissenschaft in Deutschland und Frankreich. Zum 100. Geburtstag von Robert Minder. Königshausen und Neumann, Würzburg 2004, ISBN 3-8260-2925-9.